# Hrabstwo Gibson (Tennessee)
Hrabstwo Gibson (ang. Gibson County) – hrabstwo w stanie Tennessee w Stanach Zjednoczonych. Obszar całkowity hrabstwa obejmuje powierzchnię 603,59 mil² (1563,29 km²). Według szacunków United States Census Bureau w roku 2009 miało 49 468 mieszkańców.
Hrabstwo powstało w 1823 roku. 

## Miasta
- Bradford
- Dyer
- Gibson
- Humboldt
- Kenton
- Medina
- Milan
- Rutherford
- Trenton
- Yorkville[4]